# Innamoramento
Innamoramento (с итал. — «влюблённость») — пятый студийный альбом французской певицы Милен Фармер, выпущенный 7 апреля 1999 года. Шесть песен с диска были выпущены отдельными синглами. Этот альбом стал одним из самых успешных в карьере певицы: только во Франции было продано более 1 500 000 экземпляров.

## Создание и релиз
До 1999 года Фармер практически не появлялась на публике и в СМИ после концерта Paris-Bercy в 1996 году. Певица провела большую часть этого времени в поездках в разные страны (такие как Россия, Китай, Ирландия, Италия и США), где она набиралась вдохновения для её следующего альбома, придав ему большую этническую окраску. Она также была вдохновлена книгами Le Choc Amoureux Франческо Альберони, Si c’est un Homme Примо Леви и книгами о буддизме. Хотя некоторые СМИ сообщали, что альбом будет называться Immortelles, Mes Moires (по данным журнала Voici), Mémoires и Ensemble, также ходили слухи, что следующий альбом будет делать ставку на техно звучание (и первый сингл будет называться «Small World», по данным бельгийской газеты 7 Extra). Альбом был записан в студиях Ocean Way Recording и Record One в Лос-Анджелесе, но сведён Guillaume Tell studio в Париже.
В итоге, альбом был выпущен 7 апреля, почти через месяц после релиза сингла «L'Âme-stram-gram», и был назван Innamoramento, со ссылкой на книгу Франческо Альберони, упомянутую выше. Цитатой этого автора также представлены на первой странице буклета альбома. Фотографии для альбома, сделанные Марино Паризотто Вэй, оцениваются стоимостью около 104 000 евро. На обложке Фармер, облачённая в белое платье, сидит на верхней части открытой железной клетки посреди океана.

## Музыка и лирика
Все песни были написаны Фармер, которая также написала музыку для пяти песен. Они содержат много ссылок на произведения писателей и художников. Альбом посвящён страхам Фармер, таким как боль, несчастная любовь, сексуальность и уход времени. Но название альбома предполагает, что любовь является центральной темой альбома.
В музыкальном плане альбом медленнее по сравнению с предыдущей работой Фармер, Anamorphosée (1995), вдохновлённой рок-звучанием. Звук более электронный и интимный. Музыка для пяти песен («Pas le temps de vivre», «Méfie-toi», «Optimistique-moi», «Serais-tu là?» и «Et si vieillir m'était conté») была написана самой Милен.

## Реакция критики
| Оценки критиков | Оценки критиков |
| Источник        | Оценка          |
| --------------- | --------------- |
| Rate Your Music | [ 6 ]           |

Альбом получил в основном положительные отзывы от СМИ. Он по достоинству был оценён критиками и поклонниками. DH Magazine заявил, что этот альбом не содержит «ничего удивляющего, отметив его как „опрятный, менее сложный, чем Anamorphosée, и в конечном итоге увлекательный. (…) Он более духовный и осмысленный“. L'Humanité в своём обзоре сказали: „Её песни похожи на молитвы монахов, чья письменность всегда рассматривалась как терапевтическая“.
Однако некоторые отзывы были менее позитивными. Например, в одном журнале заявили, что «музыкальная атмосфера остаётся неизменной, с договорённостями на большой спектакль и очевидной танцевальной эффективностью», но «слишком перегруженные тексты, (…) слишком много бэк-вокала, нет места для того, чтобы продышаться». Другой журнал заявил, что, несмотря на усложнённые тексты, которые прочно вплетены в кружева механических мелодий, песни, сами по себе, весьма незначительны". Альбом расценили как «обыкновенный», по сравнению с предыдущими статьями. Также имелась и отрицательная критическая статья журналиста Клода Рэдзотта от канадского Musique Plus, где альбом был расценён как «провальный».
В 2000 году Innamoramento победил на премии NRJ Music Awards в номинации «франкоязычный альбом года».

## Турне в поддержку альбома
С сентября 1999 по март 2000 года Милен Фармер совершила турне под названием «Mylenium Tour» в поддержку альбома, в рамках которого состоялось 42 концерта (во Франции, Бельгии, Швейцарии и России). Три концерта прошли в России: один в Санкт-Петербурге и два в Москве.

## Список композиций
1. L’Amour Naissant (4:55)
2. L’Âme-Stram-Gram (4:19)
3. Pas le temps de vivre (5:12)
4. Dessine-moi un mouton (4:34)
5. Je te rends ton amour (5:09)
6. Méfie-toi (5:25)
7. Innamoramento (5:20)
8. Optimistique-moi (4:19)
9. Serais-tu là? (4:40)
10. Consentement (4:35)
11. Et si vieillir m'était conté (4:50)
12. Souviens-toi du jour... (4:55)
13. Mylenium (5:20)

## Чарты
| Чарт (1999—2021)                | Высшая позиция | Недель в чарте |
| ------------------------------- | -------------- | -------------- |
| Бельгия/Валлония (Ultratop)     | 2              | 71             |
| Бельгия/Фландрия (Ultratop)     | 40             | 2              |
| Франция (SNEP)                  | 2              | 97             |
| Швейцария (Schweizer Hitparade) | 59             | 1              |
| Швейцария/Романдия (GfK)        | 8              | 1              |

| Чарт (1999)                 | Позиция |
| --------------------------- | ------- |
| Бельгия/Валлония (Ultratop) | 5       |
| Франция (SNEP)              | 4       |
| Чарт (2000)                 | Позиция |
| Бельгия/Валлония (Ultratop) | 58      |
| Франция (SNEP)              | 43      |
| Чарт (2001)                 | Позиция |
| Франция (SNEP)              | 92      |